# Raoul Daniel
Raoul Daniel (Sorges, 13 mars 1891 - Paris, 20 décembre 1978) est un archéologue français qui a organisé ou participé à des fouilles de sites paléolithiques en France, notamment en Dordogne et en Charente.

## Biographie
Raoul Daniel naît le 13 mars 1891 à Sorges (Arrondissement de Périgueux). Ses grands-parents étaient agriculteurs. Son père était architecte et directeur de travaux de la ville de Périgueux.
Il entreprend une carrière musicale et étudie le violon, à Périgueux puis à Paris où il rencontre Saint-Saëns et Massenet. En 1909, il obtient un engagement de un an aux États-Unis comme 1er violon à l'orchestre du French Opera.
Parallèlement à la musique, il commence à s'intéresser à la Préhistoire à l'âge de 12 ans : Il vit en Dordogne et les découvertes des Eyzies sont pour lui une révélation. En 1905, il aide à organiser le premier Congrès de Préhistoire à Périgueux. Pendant plusieurs années, il est Secrétaire Général de la Société d'Excursions Scientifiques fondée par Gabriel de Mortillet et Adrien de Mortillet.  
Il fait la guerre de 1914-1918, d'abord comme brancardier puis dans l'Armée d'Orient à Salonique et Monastir. Lors d'un passage à Marseille de deux jours, il pratique un sondage dans une petite grotte de l'Estaque où il reconnaît une stratigraphie du Paléolithique supérieur et du Chalcolithique.
En 1920, il prend un emploi chez un éditeur de musique à Paris où il restera jusqu'à sa retraite en 1958.
Il séjourne en Périgord pendant les vacances d'été. Sur des sites paléolithiques reconnus dans cette région et ailleurs, il pratique une méthode systématique et minutieuse de reprise des déblais de ses prédécesseurs afin de compléter la stratigraphie et la connaissance de ces sites.
Il est souvent assisté dans ses travaux archéologiques par son épouse Marguerite Daniel.
Il décède le 20 décembre 1978. Il a légué toutes ses séries, environ quarante mille objets préhistoriques, au Musée d'Archéologie Nationale de St-Germain-en-Laye et au Musée de Préhistoire d'Île -de-France de Nemours.

## Travaux de fouilles
Région de Nemours (Paléolithique et Mésolithique), dont en 1928 le Cirque de la Patrie sur Ormesson (à 800 m au sud du grand site des Bossats, encore inconnu alors).
Paléolithique du Périgord et de la région de Brives-la-Gaillarde.
En 1942, site paléolithique de la Grotte du Placard, sur la commune de Vilhonneur, à 30 km  à l’est d’Angoulême (Département de Charente, Région Aquitaine - Limousin - Poitou-Charentes en France).
Fouilles de Verrières-le-Buisson (Acheuléen final et Moustérien).

## Publications
« Liste de ses publications sur Persée », 71 contributions de 1932 à 1973 (consulté en mai 2021).
- [1965] « Les ateliers campigniens de Flins (Yvelines) », Bulletin de la Société préhistorique française, vol. 62, no 8,‎ 1965, p. 279-288 (lire en ligne [sur persee]).
- [1967] « Le Périgordien supérieur de Petit-Puyrousseau, commune de Périgueux (Dordogne) », Bulletin de la Société préhistorique française, vol. 64, no 8,‎ 1967, p. 236-241 (lire en ligne [sur persee]).
- [Daniel & Schmider 1972] « L'abri Durand-Ruel, près Brantôme (Dordogne) et ses problèmes stratigraphiques », Gallia Préhistoire, vol. 15, no 2,‎ 1972, p. 323-337 (lire en ligne [sur persee]).